# Småfläckig rektangelstövslända
Småfläckig rektangelstövslända (Ectopsocus briggsi) är en insektsart som beskrevs av Mclachlan 1899. Småfläckig rektangelstövslända ingår i släktet Ectopsocus och familjen rektangelstövsländor. Enligt den finländska rödlistan är arten otillräckligt studerad i Finland. Arten är reproducerande i Sverige. Artens livsmiljö är parker, gårdsplaner och trädgårdar. Inga underarter finns listade i Catalogue of Life.

## Bildgalleri

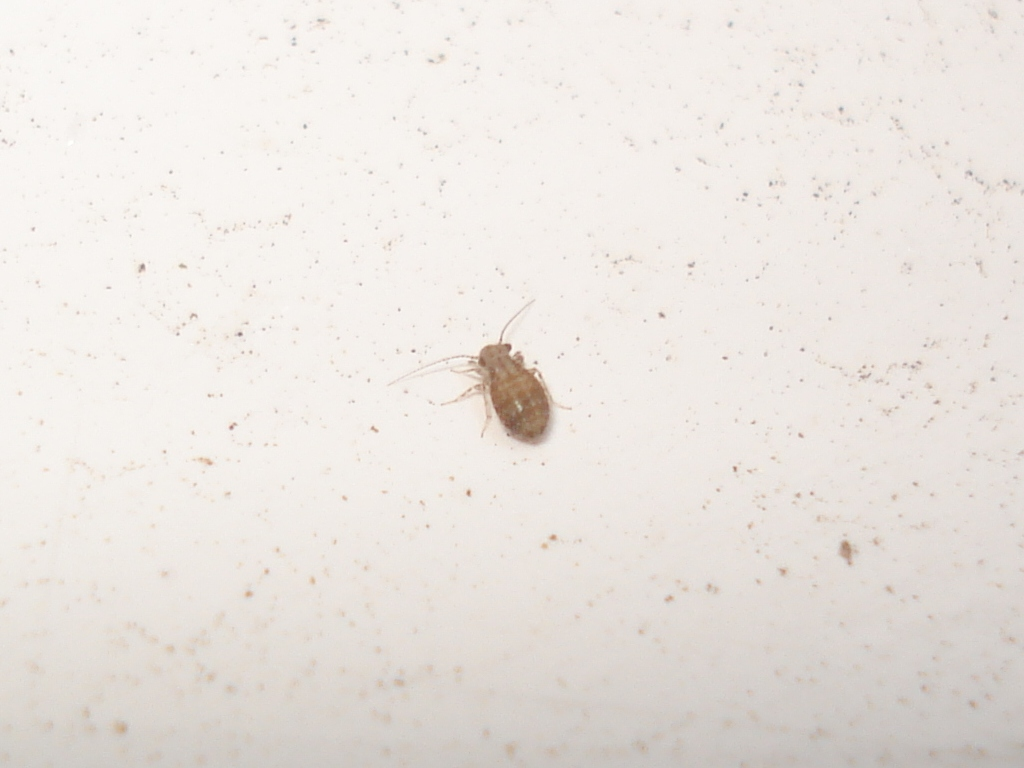